# Intelsat 27
Intelsat 27 (ІнтелСат) — американський супутник, що стартував з морського космодрому 1 лютого 2013 року. Був створений для заміни старого Intelsat 805. Маса Intelsat 27 при запуску становила приблизно 6203 кг, що зробила б його найважчим супутником, запущеним ракетою Зеніт-3SL по програмі «Морський старт». Запуск невдалий — супутник не вийшов на задану орбіту.

## Історія створення
Супутник Intelsat 27 був замовлений ще в 2009 році, як супутник без конкретного призначення у складі пакету з чотирьох супутників.
Intelsat SA оголосив у серпні 2010 року, що почалося будівництво супутника Intelsat 27. IS-27 буде мати гібридний передавач C-і Ku-діапазону для засобів масової інформації та мережі клієнтів і буде доповнений 20×25 кГц каналами ДМХ корисного навантаження.
Корисне навантаження живиться від двох сонячних панелей, кожна з двох панелей складається з ультра потрійного з'єднання арсенід галію.
У березні 2010 року Військово-морський флот США представив план збільшення діапазону ДМХ в Конгресі. Комерційним структурам передавалися ДМХ даного корисного навантаження для зменшення дефіциту можливостей надання зв'язку на ДМХ. Уряд Італії погодився в жовтні 2012 року взяти під контроль ДМХ-діапазон для військових й заручилися підтримкою Міністерства оборони США.
Виготовлений компанією Boeing Satellite Systems Inc. на платформі 702-MP, супутник Intelsat 27 буде обслуговувати замовників компанії Intelsat в Америці і Європі, і забезпечить розширення послуг, що надаються для засобів масової інформації, мережевих замовників і урядових потреб.

## Призначення
Intelsat 27 був спроектований на 15-річний термін служби і повинен був розміщений в точці 304,5 градуса східної довготи.
Супутник Intelsat 27 повинен був працювати в C-і Ku-діапазонах для засобів масової інформації та мережевих замовників і мати корисне навантаження в UHF-діапазоні для урядових потреб.
Створення глобальної системи рухомого зв'язку Intelsat було б завершено на початку 2013 року саме завдяки запуску супутника Intelsat 27.

## Аварійний запуск
1 лютого 2013 в 6:56 UTC (9:56 за київським часом) з морської стартової платформи Odyssey стартовими командами компанії Sea Launch здійснено пуск ракети-носія «Зеніт-3SL» з розгінним блоком ДМ-SL та телекомунікаційним супутником Intelsat-27. Після старту найімовірніше відбувся збій у БЦОМ спрацювала система відводу носія від стартової платформи. Згідно зі штатною роботою системи, робота двигуна не припинялася до 20 секунди польоту і через 22 секунди польоту двигун був вимкнений. Згідно зі штатною процедурою припинення польоту ступені ракети розділилися і впали разом з корисним навантаженням в Тихий океан.
Після невдалого запуску компанія Sea Launch AG зазнавала труднощів з отриманням нових контрактів через аварію з ракетою-носієм «Зеніт-3SL», зокрема, через те, що довіра замовників похитнулася. Сама ж компанія Intelsat дуже розчарована результатами місії.